# Райан, Шила
Шила Райан (англ. Sheila Ryan), имя при рождении Кэтрин Элизабет Маклафлин (англ. Katherine Elizabeth McLaughlin; 8 июня 1921 года — 4 ноября 1975 года) - американская актриса кино и телевидения 1940—1950-х годов. В начале карьеры играла под именем Бетти Маклафлин.
За время своей карьеры Райан сыграла в таких фильмах, как «Путь всех живущих» (1940), «Рассказ мертвецов» (1941), «Одетый для убийства» (1941), «Авось прорвёмся!» (1942) «Вся банда в сборе» (1943), «Получить подвязку Герти» (1945), «Подставили!» (1947), «Одинокий волк в Мексике» (1947), «Ковбой и индейцы» (1949) и «Караван мулов» (1950).
В 1950-е годы Райан работала преимущественно на телевидении.

## Ранние годы и начало карьеры
Шила Райан, имя при рождении Кэтрин Элизабет Маклафлин, родилась 8 июня 1921 года в Топике, Канзас, США, откуда в возрасте трёх месяцев вместе с родителями переехала в Голливуд.
В 1938 году, когда Райан ещё училась в старших классах Голливудской средней школы, специализируясь на художественном образовании, она впервые появилась перед камерой в экспериментальной передаче в Лос-Анджелесе, став одним из пионеров телевидения. На неё сразу же обратили внимание скауты по поиску талантов киностудии Paramount Pictures, подписав с ней контракт ещё до того, как она успела закончить школу.

## Карьера в кинематографе
В своих первых фильмах 1939—1940 годов актриса играла под своим изначальным именем Бетти Маклафлин. В 1939 году она впервые появилась на экране в комедии Paramount Pictures «Что за жизнь» (1939) с Джеки Купером и Бетти Филд в главных ролях. В 1940 году Райан появилась в 12 фильмах (в пяти из низ — без упоминания в титрах), наиболее значимыми среди которых были криминальные мелодрамы «Путь всех живущих» (1940) с Акимом Тамироффом и «Королева мафии» (1940) с Ральфом Беллами.
В мае 1940 года актриса заключила контракт со студией 20th Century Fox, после чего сменила имя на Шила Райан. Её первой картиной на новой студии стал вестерн с Сизаром Ромеро «Весёлый кабальеро» (1940), где она сыграла классическую роль девушки легендарного героя Сиско Кида.
В 1941 году на счету Райан было шесть картин. Она сыграла главные женские роли в детективе «Рассказ мертвецов» (1941) с Сидни Толером в роли Чарли Чана, в фильме нуар «Одетый для убийства» (1941) с Ллойдом Ноланом в качестве детектива Майкла Шейна, а также в военной комедии с Лорелом и Харди «Великие пушки» (1941). Кроме того, она появилась в эпизодической роли телефонистки (без указания в титрах) в популярном мюзикле «Серенада солнечной долины» (1941).

В 1942 году у Райан снова было шесть фильмов, среди которых наиболее значимым была вторая по счёту комедия с Лорелом и Харди «Авось прорвёмся!» (1942), где у неё снова была главная женская роль. Кроме того, у актрисы были главные женские роли в нескольких малопримечательных фильмах, среди которых вестерн «Рейнджер одинокой звезды» (1942), спортивно-криминальная комедия «Извините за полосы» (1942) и детективная комедия «Кто такая Хоуп Шуйлер?» (1942). Как полагает историк кино Хэл Эриксон, Райан получила наилучшую возможность проявить себя на студии Fox в мюзикле «Вся банда в сборе» (1943) с участием Бенни Гудмана, Элис Фэй и Кармен Миранды. В этой картине «Райан не только пела, но и в финале вместе с другими звёздами вышла на поклон». В том же году она сыграла главную женскую роль в вестерне с Роем Роджерсом «Песня Техаса» (1943). 

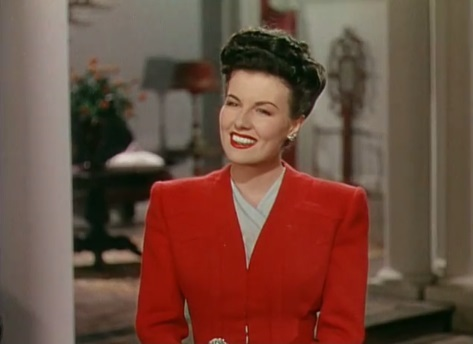
Шила Райан в фильме «Как помочь парням»(1944)

На следующий год Райан сыграла роль второго плана в музыкальной комедии с Кармен Мирандой «Как помочь парням» (1944), а также в криминальной мелодраме с участием Энтони Куина «Вашингтонские дамы» (1944).
С 1945 года Райан начала работать как фрилансер. Она сыграла роль второго плана в романтической комедии с Деннисом О’Кифом «Получить подвязку Герти» (1945), которую выпустила компания United Artists, и главную женскую роль в детективе с Джеймсом Данном «Загадка на Карибах» (1945) производства 20th Century Fox. Ещё год спустя у Райан были главные женские роли ещё в двух малозначимых фильмах — детективе студии Fox с Полом Келли «Крайний срок для убийства» (1946) и в музыкальной комедии студии Universal Pictures «Слегка скандальный» (1946). В 1947 году Райан получила хорошую роль в фильме нуар Энтони Манна «Подставили!» (1947), который вышел на небогатой студии Producers Releasing Corporation (PRC). Она сыграла сестру человека, которого подставили в ограблении и убийстве. Вместе с детективом (Хью Бомонт) она находит и разоблачает истинных преступников. Как отметил современный кинокритик Крейг Батлер, «Райан внесла весомый вклад в картину,… отметившись парой интересных сцен». Помимо этой ленты, Райан сыграла главные женские роли в нескольких второстепенных криминальных мелодрамах и фильмах нуар, среди которых «Тайная миссия Фило Вэнса» (1947) с Аланом Кёртисом в заглавной роли, «Одинокий волк в Мексике» (1947) с Джеральдом Мором в заглавной роли, «Сердечные приступы» (1947) и «Большой сговор» (1947). Год спустя последовали главные роли ещё в двух малозначимых криминальных мелодрамах — «Ярость в клетке» (1948) с Ричардом Деннингом и «Кобра наносит удар» (1948). В 1949 году Райан сыграла главную женскую роль в своём первом вестерне с Джином Отри — «Ковбой и индейцы» (1949). У неё также были крупные роли второго плана в малобюджетных картинах Republic Pictures — фильме нуар «Убежище» (1949) с Ллойдом Ноланом и в спортивной мелодраме компании Lippert Pictures «Места у ринга» (1949).
На протяжении 1950—1951 годов Райан появилась в девяти фильмах, в том числе сыграла главные или значимые роли в пяти малобюджетных картинах, среди них фильм нуар с Кентом Тейлором «Агент „Юнион Пасифик“» (1950), вестерн с Джином Отри «Караван мулов» (1950), криминальная мелодрама с Ричардом Трэвисом «Отпечатки не лгут» (1951), приключенческий экшн с Джонни Вейсмюллером «Охота на людей в джунглях» (1951) и криминальная мелодрама с Трэвисом «Маска дракона» (1951). В 1953 году Райан появилась в заметных ролях в двух вестернах с участием Джина Отри — «На вершине Олд Смоки» (1953) и «Вьючный поезд» (1953). После пятилетнего перерыва Райан последний раз появилась на большом экране в низкобюджетной криминальной мелодраме «Улица тьмы» (1958).

## Карьера на телевидении
В период с 1949 по 1956 год Райан сыграла на телевидении в 24 эпизодах 15 различных телесериалов, среди которых «Одинокий рейнджер» (1949—1950), «Детектив на первую полосу» (1951), «Неожиданное» (1952), «Дни в Долине смерти» (1953), «Энни Оукли» (1954), «Капитан Миднайт» (1954), «Приключения Сокола» (1954), «Солдаты удачи» (1955), «Театр Деймона Раниона» (1955) и «Театр Этель Бэрримор» (1956). Чаще всего Райан можно было увидеть в семейном вестерн сериале «Шоу Джина Отри», где на протяжении 1950—1954 годов она появлялась девять раз.

## Оценка творчества
Шила Райан, по словам историка кино Хэла Эриксона, была «бойкой, задорной брюнеткой», которая начинала карьеру в 1940-е годы на студиях Paramount Pictures и Twentieth Century Fox, где играла преимущественно главные женские роли в недорогих фильмах этих студий. Всего, начиная с 1940 года, Райан сыграла почти в 60 фильмах. По мнению «Нью-Йорк Таймс», более всего она известна игрой в комедиях, таких как «Авось прорвёмся!» (1942), «Вся банда в сборе» (1943), «Кое-что для мальчиков» (1944) и «Получить подвязку Герти» (1945). К концу 1940-х годов, по словам Эриксона, уровень картин Райан понизился до категории B на небольших студиях. Она также известна по ролям в малобюджетных криминальных мелодрамах и фильмах нуар, таких как «Путь всех живущих» (1940), «Королева мафии» (1940) «Подставили!» (1947), «Одинокий волк в Мексике» (1947) и «Убежище» (1949). Райан также часто работала в жанре вестерн. В частности, в 1949—1953 годах она сыграла в трёх вестернах с участием Джина Отри, а в 1950—1954 годах — в девяти эпизодах его вестерн-сериала «Шоу Джина Отри».

## Личная жизнь
С началом голливудской карьеры Райан светская пресса регулярно писала о её отношениях со многими знаменитостями. В частности, в 1941 году её неоднократно видели с Микки Руни, в 1941—1942 годах она также встречалась с актёрами Робертом Стэком, Доном Каслом и Джоном Пейном. В 1942 году у неё был роман с миллионером и главой студии RKO Pictures Говардом Хьюзом, и, кроме того, её видели в компании с будущим режиссёром и продюсером Энди Маклагленом, сыном актёра Виктора Маклаглена, а в 1944 году — с бывшим актёром и ресторатором Джозефом Стивеном Крейном.
Шила Райан была замужем трижды. С 1945 по 1946 год её мужем был актёр-ковбой Аллан Лейн (англ. Allan Lane), брак закончился разводом, так как, по словам, Райан, муж слишком сильно пытался её контролировать. С 1947 по 1949 год она была замужем за киноактёром Эдвардом Норрисом (англ. Edward Norris), брак также закончился быстрым разводом.
В 1950 году на съёмках фильма «Караван мулов» (1950) Райан познакомилась с актёром Пэтом Баттрэмом (англ. Pat Buttram), который играл комичного напарника Джина Отри. В 1951 году Райан вышла за Баттрэма замуж. В этом браке в 1954 году в Лос-Анджелесе у них родилась дочь Керри Баттрэм Галгано (англ. Kerry Buttram-Galgano). Брак с Баттрэмом сохранился вплоть до смерти Райан в 1975 году.
В 1946 году в Беверли-Хиллс Райан открыла магазин эксклюзивного платья.

## Смерть
Шила Райан Баттрэм умерла 4 ноября 1975 года от болезни лёгких в больнице для деятелей кино в Вудленд-Хиллз, Лос-Анджелес, в возрасте 54 лет. У неё остались муж и дочь.

## Фильмография
| Год        |   | Русское название             | Оригинальное название           | Роль                                                      |
| ---------- | - | ---------------------------- | ------------------------------- | --------------------------------------------------------- |
| 1939       | ф | Что за жизнь                 | What a Life                     | Джесси (в титрах: Бетти Маклафлин)                        |
| 1940       | ф | Дочь фермера                 | The Farmer's Daughter           | Доринда (в титрах: Бетти Маклафлин)                       |
| 1940       | ф | Ночь у Эрла Кэрролла         | A Night at Earl Carroll's       | мисс Борджиа (в титрах: Бетти Маклафлин)                  |
| 1940       | ф | Королева мафии               | Queen of the Mob                | девушка на вечеринке (в титрах: Бетти Маклафлин)          |
| 1940       | ф | Путь всех живущих            | The Way of All Flesh            | Митци Криза (в титрах: Бетти Маклафлин)                   |
| 1940       | ф | Весёлый кабальеро            | The Gay Caballero               | Сьюзен Уэзерби                                            |
| 1940       | ф | Были же деньки!              | Those Were the Days!            | мисс Клэр (в титрах не указана)                           |
| 1940       | ф | Танцы за десять центов       | Dancing on a Dime               | брюнетка (в титрах не указана)                            |
| 1940       | ф | Я хочу развестись            | I Want a Divorce                | официантка (в титрах не указана)                          |
| 1940       | ф | Жизнь с Генри                | Life with Henry                 | (в титрах не указана)                                     |
| 1940       | ф | Безумный доктор              | The Mad Doctor                  | хозяйка на благотворительном базаре (в титрах не указана) |
| 1941       | ф | Рассказ мертвецов            | Dead Men Tell                   | Кейт Рэнсом                                               |
| 1941       | ф | Одетый для убийства          | Dressed to Kill                 | Конни Эрл                                                 |
| 1941       | ф | Золотые копыта               | Golden Hoofs                    | Гвен                                                      |
| 1941       | ф | Великие пушки                | Great Guns                      | Джинджер Хэммонд                                          |
| 1941       | ф | Мы идём быстро               | We Go Fast                      | Диана Хэмстед                                             |
| 1941       | ф | Серенада солнечной долины    | Sun Valley Serenade             | телефонистка (в титрах не указана)                        |
| 1942       | ф | Авось прорвёмся!             | A-Haunting We Will Go           | Марго                                                     |
| 1942       | ф | Осторожно, мягкие плечи      | Careful, Soft Shoulders         | Агата Мэтер                                               |
| 1942       | ф | Рейнджер одинокой звезды     | Lone Star Ranger                | Барбара Лонгстред                                         |
| 1942       | ф | Извините за мои полоски      | Pardon My Stripes               | Рут Стивенс                                               |
| 1942       | ф | Кто такая Хоуп Шуйлер?       | Who Is Hope Schuyler?           | Ли Дейл                                                   |
| 1942       | ф | Серенада у рампы             | Footlight Serenade              | Энн, ковбойша в фильме (в титрах не указана)              |
| 1943       | ф | Вся банда в сборе            | The Gang's All Here             | Вивиан Поттер                                             |
| 1943       | ф | Песня Техаса                 | Song of Texas                   | Сью Беннетт                                               |
| 1944       | ф | Вашингтонские дамы           | Ladies of Washington            | Джерри Дэйли                                              |
| 1944       | ф | Как помочь парням            | Something for the Boys          | Мелани Уокер                                              |
| 1945       | ф | Карибская тайна              | The Caribbean Mystery           | миссис Джил Гилберт                                       |
| 1945       | ф | Получить подвязку Герти      | Getting Gertie's Garter         | Пэтти Фуд                                                 |
| 1946       | ф | Крайний срок для убийства    | Deadline for Murder             | Вивиан Мейсон                                             |
| 1946       | ф | Слегка скандальный           | Slightly Scandalous             | Кристин Райт                                              |
| 1947       | ф | Большой сговор               | The Big Fix                     | Лиллиан                                                   |
| 1947       | ф | Сердечная боль               | Heartaches                      | Тони Вентворт                                             |
| 1947       | ф | Одинокий волк в Мексике      | The Lone Wolf in Mexico         | Шэрон Монтгомери                                          |
| 1947       | ф | Тайная миссия Фило Вэнса     | Philo Vance's Secret Mission    | Мона Бэннистер                                            |
| 1947       | ф | Подставили!                  | Railroaded!                     | Роузи Райан                                               |
| 1948       | ф | Ярость в клетке              | Caged Fury                      | Кейт Уоррен                                               |
| 1948       | ф | Выпад кобры                  | The Cobra Strikes               | Дэйл Камерон                                              |
| 1949       | ф | Ковбой и индейцы             | The Cowboy and the Indians      | Доктор Нэн                                                |
| 1949       | ф | Убежище                      | Hideout                         | Эди Хэнсон                                                |
| 1949       | ф | Джо Палука и контрудар       | Joe Palooka in The Counterpunch | Майра Мэдисон                                             |
| 1949       | ф | Места у ринга                | Ringside                        | Джанет Джей. Л. Брэнниган                                 |
| 1949—1950  | с | Одинокий рейнджер            | The Lone Ranger                 | разные роли (2 эпизода)                                   |
| 1950       | ф | Караван мулов                | Mule Train                      | шериф Кэрол                                               |
| 1950       | ф | Кэти-кадриль                 | Square Dance Katy               | Викки Доран                                               |
| 1950       | ф | Агент Вестерн Пасифик        | Western Pacific Agent           | Марта Стюарт                                              |
| 1950— 1954 | с | Шоу Джина Отри               | The Gene Autry Show             | разные роли (9 эпизодов)                                  |
| 1951       | ф | Отпечатки пальцев не врут    | Fingerprints Don't Lie          | Кэролин Палмер                                            |
| 1951       | ф | Золотоискатели               | Gold Raiders                    | Лора Мейсон                                               |
| 1951       | ф | Охота на человека в джунглях | Jungle Manhunt                  | Энн Лоуренс                                               |
| 1951       | ф | Маска дракона                | Mask of the Dragon              | Джинни О’Доннелл                                          |
| 1951       | с | Детектив на первую полосу    | Front Page Detective            | (1эпизод)                                                 |
| 1951       | с | Марк Сейбер                  | Mark Saber                      | (1эпизод)                                                 |
| 1951       | с | Время голливудского театра   | Hollywood Theatre Time          | (1эпизод)                                                 |
| 1953       | с | Закон – это я                | I'm the Law                     | Марша (1эпизод)                                           |
| 1953       | с | Дни в Долине смерти          | Death Valley Days               | Гвен Хейли (1 эпизод)                                     |
| 1952       | с | Неожиданное                  | The Unexpected                  | миссис Гилфорд (1 эпизод)                                 |
| 1953       | ф | На вершине Олд Смоки         | On Top of Old Smoky             | Лайла                                                     |
| 1953       | ф | Вьючный поезд                | Pack Train                      | Лола Райкер                                               |
| 1953       | с | Театр от «Шеврон»            | Chevron Theatre                 | (1 эпизод)                                                |
| 1954       | с | Энни Оукли                   | Annie Oakley                    | Люсиль Роделл (1 эпизод)                                  |
| 1954       | с | Капитан Миднайт              | Captain Midnight                | Ив Гембл (1 эпизод)                                       |
| 1954       | с | Приключения Сокола           | Adventures of the Falcon        | Марго Рейлли (1 эпизод)                                   |
| 1955       | с | Солдаты удачи                | Soldiers of Fortune             | Карен Холт (1 эпизод)                                     |
| 1955       | с | Театр Деймона Раниона        | Damon Runyon Theater            | Хлоя (1 эпизод)                                           |
| 1956       | с | Театр Этель Бэрримор         | Ethel Barrymore Theater         | (1 эпизод)                                                |
| 1958       | ф | Улица тьмы                   | Street of Darkness              | Кармен Флорес                                             |